# Porlezza
Porlezza je italská obec v provincii Como, ležící na severovýchodní straně jezera Lugano.

## Památky
- kostel San Vittore Moro, zasvěcený patronovu obce, fresková výzdoba presbytáře (výjevy ze života světce), barokní zlacený oltář
- románský kostel San Michel v části Cima

## Vývoj počtu obyvatel
Počet obyvatel

## Osoabnosti obce
- Matteo Borgorelli (kolem 1510 – 1572), architekt působící v Mladé Boleslavi a Brandýse nad Labem
- Giacomo della Porta (kolem 1532 - 1602), architekt a sochař
- Antonio della Porta (1631 - 1702), stavitel a architekt, sochař